# Jan Kaźmierczak
Jan Piotr Kaźmierczak (ur. 4 kwietnia 1950 w Katowicach) – polski polityk, samorządowiec, profesor nauk technicznych, nauczyciel akademicki, poseł na Sejm VI i VII kadencji.

## Życiorys

### Wykształcenie i działalność zawodowa
Ukończył w 1974 studia na Politechnice Śląskiej. W 1981 uzyskał stopień doktora, a w 1989 doktora habilitowanego w oparciu o rozprawę Zastosowanie liniowych modeli procesów losowych do prognozowania w diagnostyce maszyn. W 1997 otrzymał tytuł profesora nauk technicznych. Specjalizuje się w teorii maszyn i mechanizmów. Zawodowo związany z Politechniką Śląską, kierował Katedrą Podstaw Systemów Technicznych na Wydziale Organizacji i Zarządzania. Został też dyrektorem Instytutu Inżynierii Produkcji PŚ i zastępcą przewodniczącego Komitetu Inżynierii Produkcji Polskiej Akademii Nauk.
W 2019 objął funkcję dziekana Wydziału Organizacji i Zarządzania Politechniki Śląskiej w Zabrzu.

### Działalność polityczna
Od 1991 do 1994 zasiadał w radzie krajowej Kongresu Liberalno-Demokratycznego, następnie działał w Unii Wolności. W wyborach samorządowych w 1998 bezskutecznie ubiegał się z listy UW o mandat radnego Gliwic. W 2002 wstąpił do Platformy Obywatelskiej. W latach 2002–2006 zajmował stanowisko zastępcy prezydenta Gliwic, następnie do 2007 był radnym i przewodniczącym gliwickiej rady miejskiej.
Z ramienia PO w wyborach parlamentarnych w 2007 uzyskał mandat poselski. Kandydując w okręgu gliwickim, otrzymał 7641 głosów. W wyborach w 2011 z powodzeniem ubiegał się o reelekcję, dostał 8155 głosów. W 2015 nie kandydował na kolejną kadencję.